# Яндек
Янде́к (рос. Яндек, башк. Йәндек) — присілок у складі Бєлорєцького району Башкортостану, Росія. Входить до складу Серменевської сільської ради.
Присілок був утворений 21 червня 2006 року (підтверджено постановою Уряду РФ 10 вересня 2007 року), хоча 2002 року існував я селище Станції Серменево.
Населення — 23 особи (2010; 31 в 2002).
Національний склад:
- башкири — 83%